# 아라오촌 (아이치현)
아라오촌(荒尾村)은 일본 아이치현 지타군에 설치되었던 촌이다. 현재의 도카이시의 일부에 해당한다.